# Meioneta ressli
Meioneta ressli är en spindelart som beskrevs av Jörg Wunderlich 1973. Meioneta ressli ingår i släktet Meioneta och familjen täckvävarspindlar. Inga underarter finns listade i Catalogue of Life.